# Ornithogalum narbonense
Ornithogalum narbonense là một loài thực vật có hoa trong họ Măng tây. Loài này được Carl von Linné mô tả khoa học đầu tiên năm 1756.

## Hình ảnh

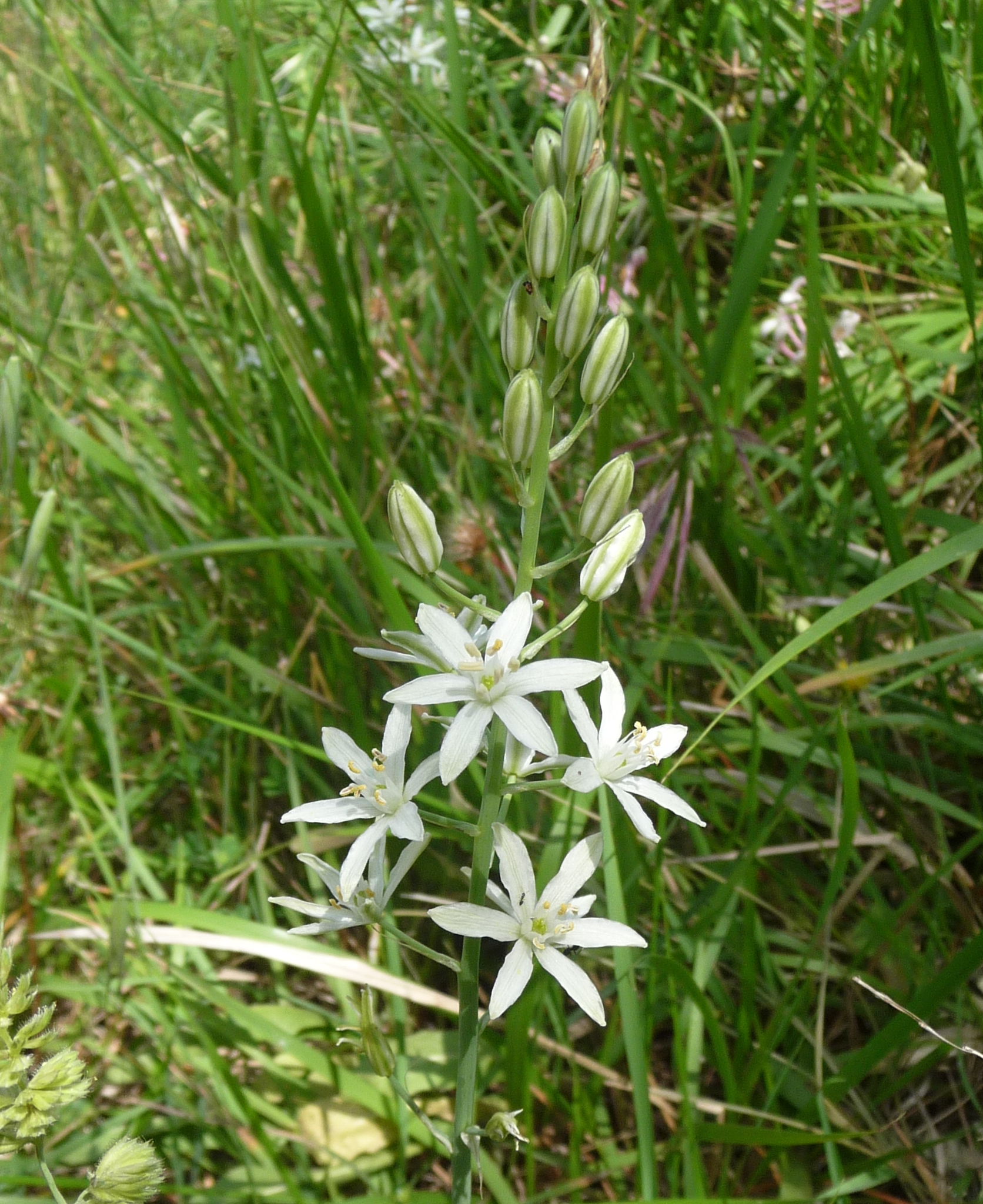
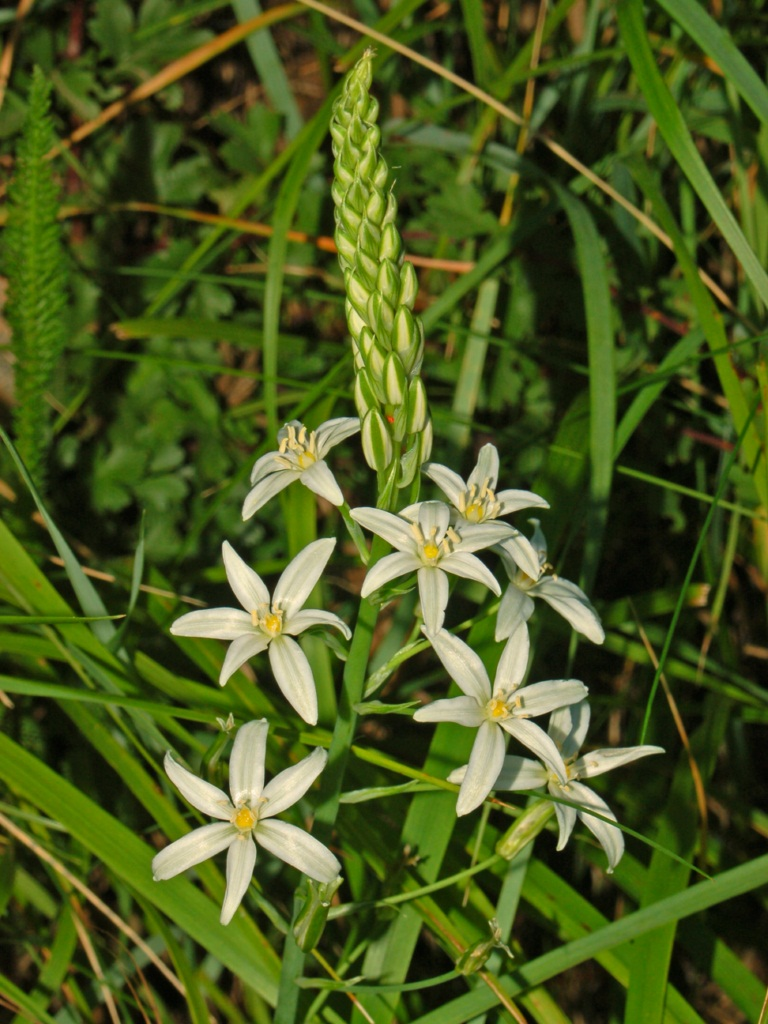
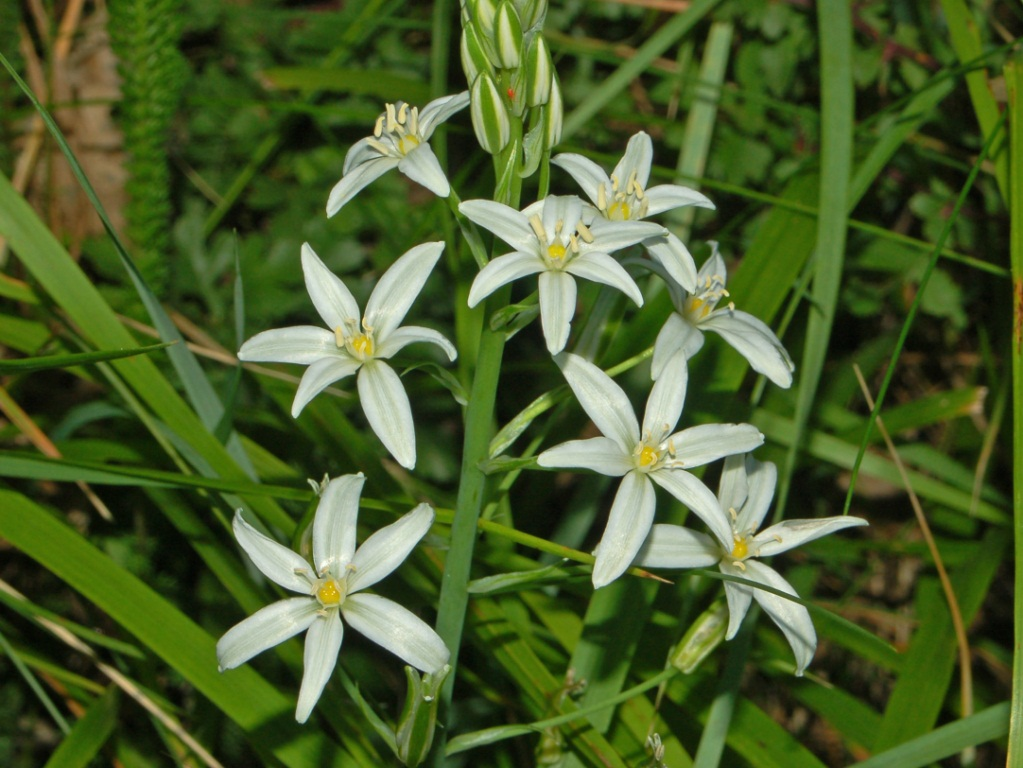
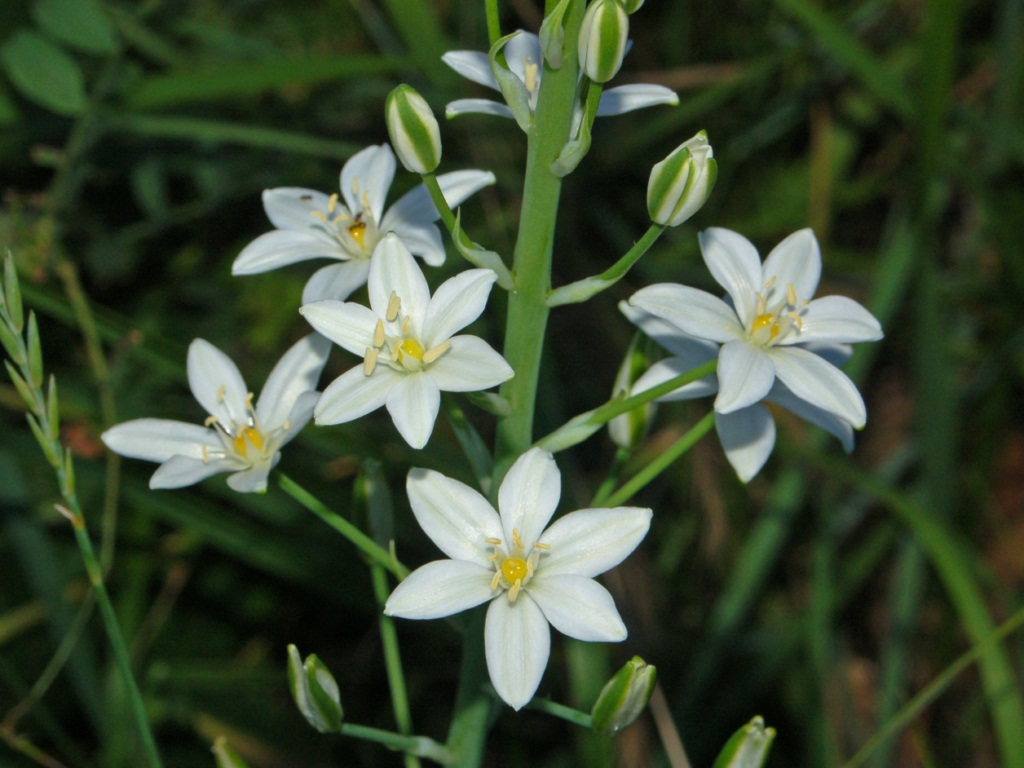